# Мейкън (окръг, Джорджия)
Окръг Мейкън (на английски: Macon County) е окръг в щата Джорджия, Съединени американски щати. Площта му е 1052 km², а населението - 13 745 души. Административен център е град Огълторп.